# Du balai !
Du balai ! est un jeu de société écrit par Bruno Cathala et Serge Laget, et édité par Asmodée en février 2006.
C'est un jeu pour deux à six joueurs à partir de huit ans ; une partie dure en moyenne 20 minutes.
Il fait appel au hasard, à la mémoire et à la réflexion.

## Règle du jeu

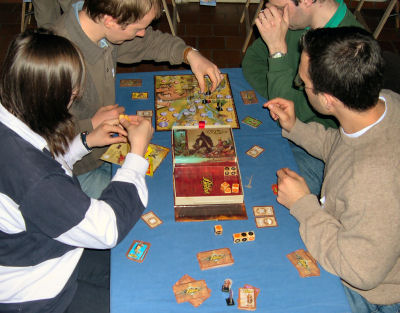
Du balai!

### Matériel
- une boîte représentant un grimoire, et servant de piste de dés
- un tablier cartonné représentant le circuit de course
- neuf dés à six faces en bois et comportant des symboles de deux couleurs, orange ou noir
- des cartes représentant des formules magiques, des sorts et des acrobaties
- des pions représentant des sorcières

### Déroulement
Un des joueurs lance les dés dans la boîte ; les joueurs les regardent, et essaient de les retenir pour composer une formule magique.
Une formule est correcte si :
- tous les symboles sont de la même couleur ;
- les symboles ne sont présents que dans une seule couleur.

Dès qu'un joueur pense avoir mémorisé une formule, il ferme la boîte, plus personne ne peut voir les dés.
Les joueurs doivent ensuite recomposer la formule en choisissant dans leur main les cartes portant les symboles mémorisés. Les joueurs abattent leurs cartes, et doivent lire à voix haute les mots inscrits sur les cartes (ce qui peut donner des choses comme « Gloû-Bîîî-Boulgâ ») ; c'est la formule qui fera avancer le balai. Puis, on ouvre la boîte pour comparer les formules aux dés.
Si la formule est correcte, la sorcière avance d'autant de cases que le nombre de symboles dans la formule. Si la formule contient tous les symboles utilisables d'une couleur, c'est une formule parfaite :
- formule parfaite orange : la sorcière avance de deux cases supplémentaires ;
- formule parfaite noire : la sorcière pioche une carte magie noire.

Mais la sorcière de tête est maudite ; elle ne bénéficie pas du bonus de formule parfaite et se contente d'avancer du nombre de cartes de sa formule.
Si la formule est incorrecte (les symboles ne sont pas tous de la même couleur, ou un des symboles est dans les deux couleurs, ou un des symboles n'est sur aucun dé), alors la sorcière n'avance pas ce tour-ci ; si c'est le joueur qui a refermé la boîte, la sorcière recule de deux cases.
Les cartes magie noire sont de deux types :
- les acrobaties, qui donnent des points à la fin du jeu ;
- des sorts, qui permettent d'avoir un avantage (par exemple pouvoir reconsulter les dés après la fermeture de la boîte) ou de défavoriser un adversaire.

### Fin de partie et vainqueur
Le jeu se termine lorsqu'une sorcière franchit la ligne d'arrivée (22e case). Cette sorcière marque 25 points ; si plusieurs sorcières franchissent la ligne d'arrivée, les suivantes remportent 24 puis 23 points, l'ordre de jeu a donc de l'importance ici. Les autres sorcières marquent le nombre de points équivalent à la case atteinte. Puis, on compte les bonus d'acrobatie ; le vainqueur est celui qui a le plus de points.

## Stratégie
La stratégie intervient à deux niveaux :
- stratégie de mémorisation des dés : on peut par exemple se focaliser d'abord sur les dés de la couleur les moins nombreux, ce qui permet de repérer plus facilement les doublons ;
- stratégie de course : il peut être intéressant de ne pas être en tête afin de ne pas avoir la malédiction et donc de profiter du bonus de formule parfaite, par exemple pour accumuler des cartes magie noire, en espérant faire des acrobaties.

## Récompense
- Concours de créateurs de jeux de Boulogne-Billancourt Primé 2004
- As d'or Jeu de l'année  2007